# Ganciclovir
Ganciclovir ist ein Analogon der Nukleinbase Guanin. Es wird als Virostatikum gegen Herpesviren eingesetzt.

## Chemie
Ganciclovir ist – wie die Analoga Aciclovir und Penciclovir – ein Derivat der Nukleinbase Guanin, die als Bestandteil der DNS und RNS vorkommt. Da Ganciclovir wegen der NH-Acidität der Lactamgruppe schwach sauer reagiert (pKs 9,4), bildet es ein Natriumsalz, das therapeutisch eingesetzt wird.

## Anwendung
Ganciclovir wird vor allem bei Erkrankungen eingesetzt, die durch das
Cytomegalievirus (CMV, synonym Humanes Herpesvirus 5 / HHV 5) hervorgerufen werden.
Von besonderer Bedeutung sind dabei CMV-Infektionen
- bei Immunschwäche im Rahmen von Transplantationen oder einer AIDS-Erkrankung, sowie
- während der Schwangerschaft.

(Details siehe Hauptartikel Zytomegalie).
Ganciclovir wirkt auch bei Keratitis herpetica („Augenherpes“) und kann hier topisch in Form eines Augengels verabreicht werden.
Experimentell wird es auch zur Therapie maligner Entartungen verwendet, z. B. bei onkolytischen Viren. In der Biochemie wird Ganciclovir in Verbindung mit Selektionsmarkern zur negativen Selektion eingesetzt.

## Wirkungsweise
Ganciclovir wirkt zwar gegen alle den Menschen befallende Herpesviren, vornehmlich aber gegen das Cytomegalievirus (CMV) (wird ca. 10-fach stärker in CMV-infizierten Zellen phosphoryliert, somit stärker aktiviert, als in gesunden Zellen). In infizierten Zellen wird es durch virale Kinasen zunächst zum Monophosphat, danach durch zelluläre Kinasen zum 5'-Triphosphat phosphoryliert. Besonders in virenbefallenen Zellen wird es zunächst von der zelleigenen Guaninkinase in Ganciclovir-Triphosphat umgewandelt, um als synthetisches Nukleosid-Analogon in die virale DNA eingebaut zu werden, wobei dies zum Kettenabbruch führt, indem die virale Polymerase eine Base nach Einbau des Ganciclovir die Kettenverlängerung abbricht.

## Verabreichung und Pharmakokinetik
Da seine orale Bioverfügbarkeit unter 5 % liegt, wird es für gewöhnlich in zwei Einzeldosen von je 5 mg pro kg Körpergewicht in zwölfstündigem Abstand als Infusion verabreicht. Mit einem pH von 11 ist die Lösung seines Natriumsalzes stark alkalisch, so dass die Infusion langsam über eine große Vene erfolgen muss. Aus demselben Grund sind auch Fehlinfusionen (in eine Arterie, die Subkutis oder die Muskulatur) zu vermeiden.
Bei Patienten wurden nach einer Infusionsdauer von 60 Minuten mittlere Plasmakonzentrationen von etwa 6 mg/l erzielt. Die Substanz wird hauptsächlich unverändert über die Nieren ausgeschieden, wobei die Eliminationshalbwertszeit bei normaler Nierenfunktion etwa 1,5 bis 3 Stunden beträgt. Eine Dosisanpassung bei eingeschränkter Kreatinin-Clearance muss erfolgen.
Als orale Verabreichung wird dreimal 1 g täglich mit den Mahlzeiten eingenommen; topische Anwendungen in Gel-Form im Bereich der Augen sind seit 2006 auf dem deutschen Markt.

## Unerwünschte Wirkungen
Da Ganciclovir deutlich höhere toxische Eigenschaften als beispielsweise Aciclovir aufweist (es wird in nicht-infizierten Zellen deutlich stärker phosphoryliert, also aktiviert, als Aciclovir), ist mit hohen Nebenwirkungsraten zu rechnen.
Die am häufigsten beobachteten Nebenwirkungen sind Neutropenie, Thrombozytopenie und Anämie, weniger häufig treten auf: Eosinophilie, Erhöhung der Transaminasen oder der Harnstoff- und Kreatinin-Konzentrationen im Plasma; zentralnervöse Begleiterscheinungen wie Schwindel, Kopfschmerzen, Halluzinationen, Krämpfe; Symptome im Bereich des Magen-Darm-Trakts (Übelkeit, Erbrechen und Diarrhö); Hauterscheinungen.

## Handelsnamen
Monopräparate
Cymeven (D), Cymevene (A, CH), Virgan (D)